# Grupo Flamingo
O Grupo Flamingo - Associação de Defesa do Ambiente é uma organização não-governamental da área ambiental que foi fundada em 2 de Maio de 2002, em Portugal.
Está inscrita no Registo Nacional das ONGA e Equiparadas, na Agência Portuguesa de Ambiente, como Associação de Defesa do Ambiente, de âmbito Regional, com o registo nº 135/R.
Desenvolve a sua acção prioritariamente no concelho do Seixal, distrito de Setúbal.